# Hiver à Sokcho
Pour plus de détails, voir Fiche technique et Distribution.
Hiver à Sokcho est un film franco-sud-coréen réalisé par Koya Kamura et sorti en 2024. Il s'agit du premier long métrage du réalisateur, adapté du roman éponyme d'Elisa Shua Dusapin.
Il est présenté en avant-première mondiale au Festival international du film de Toronto 2024.

## Synopsis
Dans une petite ville en bord de mer, Sokcho en Corée du Sud le film suit quelques journées de la vie de Soo-ha, 23 ans, qui n'a pas connu son père, français. L’arrivée de Yan Kerrand, dessinateur français, dans la petite pension où elle travaille, va réveiller des questions sur son identité. Les deux personnages se rapprochent et tentent de communiquer.

## Fiche technique
Sauf indication contraire, les informations mentionnées dans cette section peuvent être confirmées par les bases de données cinématographiques Allociné et Unifrance,  présentes dans la section « Liens externes ».
- Titre original : Hiver à Sokcho
- Titre coréen : 속초에서의 겨울[4]
- Réalisation : Koya Kamura
- Scénario : Koya Kamura et Stéphane Ly-Cuong, d'après le roman éponyme d'Elisa Shua Dusapin
- Musique : Delphine Malausséna
- Décors : Hyein Ki
- Costumes : Hong Su-hee[5]
- Photographie : Élodie Tahtane
- Son : Martin Sadoux
- Montage : Antoine Flandre
- Animation : Agnès Patron
- Production : Fabrice Préel-Cléach
  - Production associée : Nam Yoon-Seok
- Sociétés de production : Offshore, en coproduction avec BNP Paribas Pictures (France) et en association avec Keystone Films (Corée du Sud)[6]
- Sociétés de distribution : Diaphana Distribution (France) ; Frenetic Films (Suisse), Paradiso Entertainment (Belgique)
- Pays de production :  France,  Corée du Sud
- Langue originale : coréen, français
- Format : couleur — 1:85,1 — son 5.1
- Genre : drame
- Durée : 104 minutes
- Dates de sortie :
  - Canada : 6 septembre 2024 (Festival international du film de Toronto)[2],[5]
  - France : 12 octobre 2024 (Festival international du film de Saint-Jean-de-Luz)[7] ; 8 janvier 2025 (sortie nationale)
  - Suisse romande : 2 novembre 2024 (Festival international du film de Genève)[8] ; 18 décembre 2024 (sortie nationale)[9]
  - Belgique : 26 février 2025
  - Corée du Sud : 2 mai 2025 (Festival international du film de Jeonju)[10]

## Distribution
- Bella Kim : Soo-ha
- Roschdy Zem : Yan Kerrand
- Park Mi-Hyeon : la mère
- Ryu Tae-ho : M. Park
- Gong Do-yu : Jun-oh
- Jung Kyung-soon : la tante

## Production

### Développement
Au moment de son écriture pour son premier long métrage Évaporés, Koya Kamura découvre le roman, Hiver à Sokcho, d'Elisa Shua Dusapin — qu'avait conseillé Fabrice Préel-Cléach, producteur de ses derniers courts métrages — et, en pleine lecture, voit des images en tête, suivant une jeune femme qui n'a jamais connu son père. Il s'est senti « captivé » et « lié à cette question d'identité », dit-il, avant de proposer le roman à ce producteur, pour en faire son premier long métrage,.

« Nous avons en commun d’avoir une double culture. Ma grand-mère était vietnamienne, Koya Kamura est franco-japonais. Les thématiques autour de l’identité qui dominent Hiver à Sokcho nous intéressent donc beaucoup. Voilà pourquoi j’étais certain que ce livre allait le toucher et le marquer. »

— Fabrice Préel-Cléach
Début mai 2021, la société Offshore annonce que le réalisateur vient d'obtenir les soutiens au développement du CNC et de la région Pays de la Loire pour ce premier long métrage, intitulé Hiver à Sokcho, et qu'il a écrit le scénario avec Stéphane Ly-Cuong. Elisa Shua Dusapin, après avoir lu une version, les a laissés libres.
Offshore s'est collaboré avec Keystone Films, société parisienne partageant les tournages en France et en Corée du Sud, dont « le financement est français à plus de 90 % », rassure Fabrice Préel-Cléach.
En janvier 2022, le comédien suisse Frank Semelet, a adapté le roman au théatre, dans son pays. Mi-décembre, Agnès Patron s'est engagée à réaliser quelques scènes d'animation :

« Agnès Patron transmet une grande sensibilité avec des éléments et des raccords purement visuels, mais finalement le découpage de L’Heure de l’ours est très narratif. Dans Hiver à Sokcho, le découpage est plus organique, avec de longs plans continus. Le film est moins préhensible dans la forme, plus brut. Cela supposait un changement de style pour Agnès Patron. Nous avons échangé dès la phase d’écriture, par écrit d’abord, puis très vite elle s’est lancée dans des recherches graphiques plus affinées. Tout cela déjà avant les financements, alors que nous ne savions même pas si le film pourrait se faire ! Le travail d’animation s’est effectué avant et en parallèle du tournage : nous avions déjà ces images en tête quand nous filmions. »

— Koya Kamura
Le 16 décembre 2022, le réalisateur bénéficie du prix à la création de la Fondation Gan pour le cinéma.
Le 22 janvier 2023, l’actrice Julie Gayet lit le scénario du film au Festival Premiers Plans d'Angers à la veille du premier jour du tournage en Corée du Sud.

### Attribution des rôles
Mi-mai 2022, Fabrice Préel-Cléach annonce l'acteur Roschdy Zem dans le rôle principal.
En février 2023, Bella Kim est annoncée aux côtés de ce dernier. Mannequin, elle a vécu à Sokcho, petite fille, pendant 5 ans.
Gong Do-yu, mannequin sud-coréen, Hiver à Sokcho est son premier long métrage : le réalisateur l'a trouvé bon, alors qu'il était en train de se raser la tête, pour le rôle d'un ami qui désirait être mannequin.
Selon le producteur, Fabrice Préel-Cléach, l’écrivaine, Elisa Shua Dusapin a fait « une petite figuration comme cliente que l’on voit sortir de l’auberge où travaille Soo-Ha ».

### Tournage
Le tournage débute le 13 ou le 15 février 2023, à Sokcho,, dans la province de Gangwon (Corée du Sud), et dure 6 semaines. Les prises de vues continuent à Paris jusqu’au 30 mars.

### Musique
La musique du film est composée par Delphine Malaussena qui utilise du piano, du violon, de la clarinette et du violoncelle. La chanson Game of Love de Diego Ayala Raffalli et Kim Yoo-jung y est utilisée.

« J’ai lu le scénario et j’ai adoré tout le côté atmosphère, humidité, vapeur sur les échoppes, mélancolie et contemplation. J’ai d’ailleurs commencé à composer une vingtaine de morceaux sur scénario parce qu’il décrivait beaucoup ce côté organique. Je me souviens que j’avais un morceau qui s’appelait Vapeur et tous autres les titres étaient aussi reliés à ce côté sensoriel du scénario. D’ailleurs, quasiment tout ce que j’ai composé en amont est  resté dans le film. (…) Puis quand quand ils tournaient en Corée du Sud, je recevais les rushes le soir et je pouvais adapter des morceaux ou composer un nouveau thème, en fonction de ce que je voyais. Je me suis plus attachée aux images, au ressenti, à la neige, au froid… »

— Delphine Malaussena
Liste de pistes
1. Envol (3:09)
2. Vers Sokcho (2:22)
3. Kerrand (1:24)
4. L'appât (0:48)
5. Boulimie (0:56)
6. Fantasme (1:53)
7. Soo-ha (2:13)
8. Mélancolie (0:59)
9. Un corps (1:21)
10. Préparation (0:37)
11. Vers la DMZ (1:06)
12. Les moulins (0:18)
13. Douleur (2:01)
14. Le fugu (0:44)
15. Se retrouver (1:04)

## Accueil

### Festival et sortie
Le 23 juillet 2024, Hiver à Sokcho est mentionné la liste des sélections du Festival international du film de Toronto dans la section « Platform », où il est projeté en avant-première mondiale en pleine nuit du 6 septembre 2024 au Scotiabank Theatre Toronto. Il est également présenté fin septembre dans la section « New Directors » du Festival international du film de Saint-Sébastien, le 12 octobre au Festival international du film de Saint-Jean-de-Luz (première française) et fin octobre en clôture du Festival du film coréen à Paris.
Également annoncé en juillet 2024, Diaphana distribuera le film à partir du 18 décembre prochain, puis finalement le reporte au 8 janvier 2025.
Il est également présenté en avant-première, en Corée du Sud, le 2 mai 2025, au Festival international du film de Jeonju.

### Accueil critique
Pour Guillemette Odicino, du magazine Télérama, c'est « un premier film à la délicatesse d’un haïku » qui, selon Étienne Sorin, du journal Le Figaro, « fait preuve d’une maturité impressionnante pour décrire le lien fragile entre deux êtres. » et, pour Adrien Gombeaud, du journal Les Échos, « à l'atmosphère vaporeuse et au charme certain. »
En revanche, Mathieu Macheret, du journal Le Monde, n'y voit « ni la question de la double culture ni le motif de la rencontre ne trouvent vraiment d’issue dans cette distance maintenue tout du long entre les deux personnages. »

### Box-office
Au premier jour de sa sortie, Hiver à Sokcho se classe quatrième place au box-office « Premier jour » avec 5 300 spectateurs, ce qui fait au total de 9 700, cumulé avec 4 400 en avant-première. Au sixième jour, il attire 42 000 spectateurs. À la mi-janvier 2025, il compte 52 000 entrées.

## Distinctions

### Nominations et sélections
- Festival international du film de Toronto 2024 : section « Platform »[2]
- Festival international du film de Saint-Jean-de-Luz 2024[7],[29]
- Festival international du film de Genève 2024[8]
- Festival du film coréen à Paris 2024 : film en clôture[30]
- Festival international du film de Jeonju 2025 : section « World Cinema »[33]